# Perfume LIVE 2021［polygon wave］
『Perfume LIVE 2021［polygon wave］』（パフューム・ライブ・2021 ポリゴン・ウェイヴ）は、日本のテクノポップユニット、Perfumeの17作目のライブ・ビデオである。

## パッケージ
Blu-rayの初回限定盤と通常盤、DVDの初回限定盤と通常盤の全4種でリリースされる。

## 収録トラック
初回限定盤には未公開映像、演出や振り付けをストイックに魅せる再編集された映像など、約160分を超える豪華特典映像に加え、2022年の同公演の模様も含む豪華フォトブックレットが封入。

### DISC 1
1. システムリブート（Perfume LIVE 2021 [polygon wave] intro）
2. 不自然なガール
3. Pick Me Up
4. 再生
5. Future Pop
6. TOKYO GIRL
7. I still love U
8. マカロニ
9. ポリゴンウェイヴ（Original Mix）
10. 無限未来
11. GLITTER
12. 「P.T.A.」のコーナー
13. FAKE IT
14. ポリリズム
15. Time Warp
16. Miracle Worker
17. MY COLOR
18. マワルカガミ

### DISC 2
※初回限定盤のみ
- Perfume LIVE 2021 [polygon wave] -Sato’s Edition-
- Perfume LIVE 2021 [polygon wave] -メイキング映像-
- 不自然なガール -Staging View-
- アンドロイド& -Staging View-